# Achour
Achour (arabiska عاشور )  är ett mansnamn som härstammar från Algeriets berbiska befolkning.

## Sverige
Den 31 december 2008 bar 15 män i Sverige detta namn, varav 12 hade det som tilltalsnamn.
Svensk namnsdag saknas.